# Pulau Moty
Pulau Moty är en ö i Indonesien.   Den ligger i provinsen Maluku Utara, i den nordöstra delen av landet, 2 400 km öster om huvudstaden Jakarta. Arean är 25,3 kvadratkilometer.
Terrängen på Pulau Moty är kuperad. Öns högsta punkt är 937 meter över havet. Den sträcker sig 5,5 kilometer i nord-sydlig riktning, och 6,4 kilometer i öst-västlig riktning.